# Avenue de la Tuilerie
L'avenue de la Tuilerie est une voie de circulation des jardins de Versailles, en France.

## Description
L'avenue de la Tuilerie débute au nord-ouest sur l'allée de la Ceinture et se termine environ 1 700 m au sud-est devant la Lanterne.